# Hylaia elongata
Hylaia elongata es una especie de coleóptero de la familia Endomychidae.

## Distribución geográfica
Habita en Montenegro.